# بلندی‌های اتیوپی

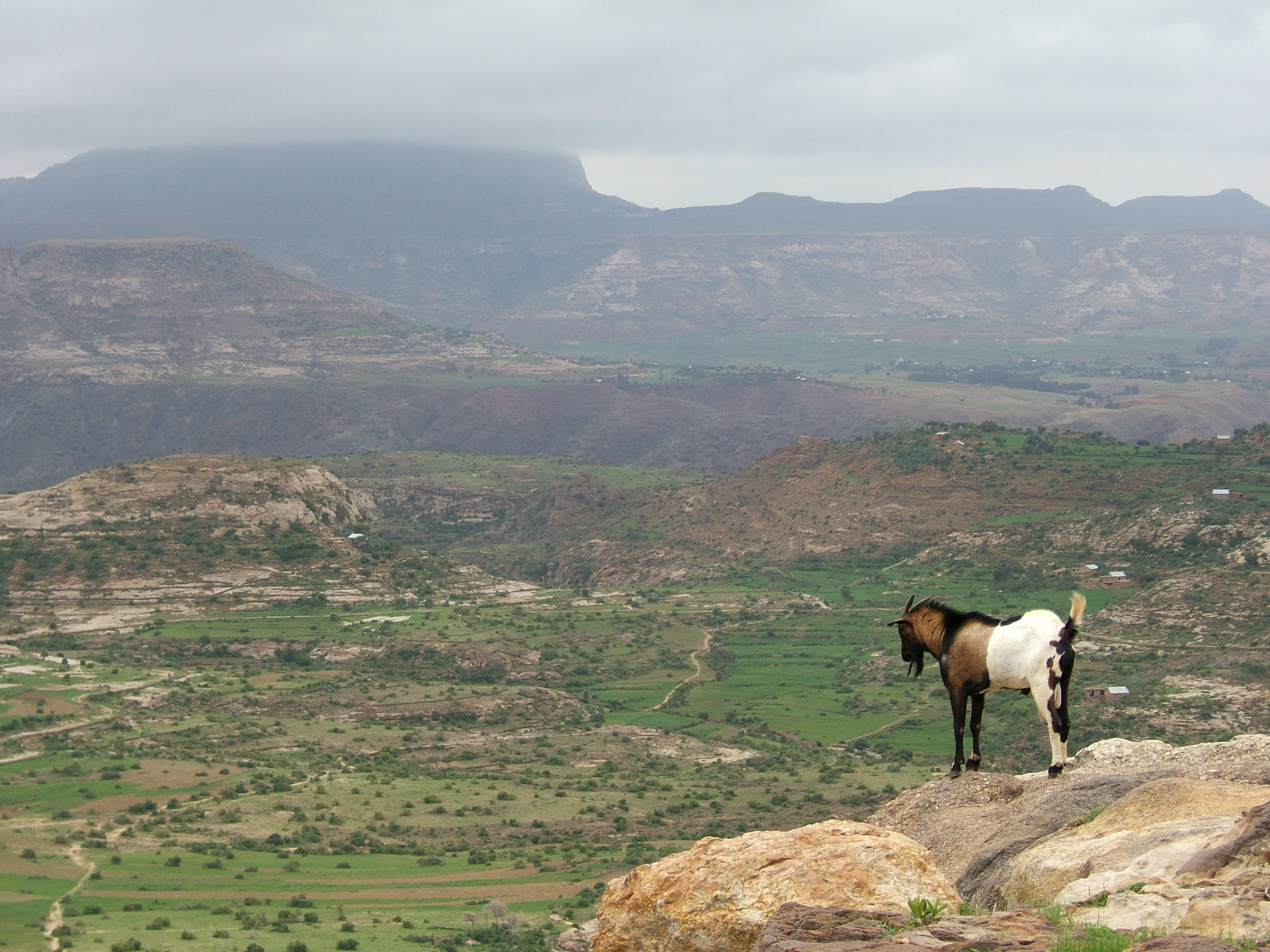
بلندی‌های اتیوپی با کوه راس داشن در پس زمینه.

بلندی‌های اتیوپی یا کوهسارهای اتیوپی به ناهمواری‌های کوهستانی در اتیوپی می‌گویند. این بلندی‌ها پهناورترین منطقهٔ یکپارچه در ارتفاع خود است، که به ندرت ارتفاع آن به زیر ۱۵۰۰ متر می‌رسد و بلندی قله‌های آن به ۴۵۵۰ متر می‌رسد. این منطقه به خاطر بلندی و پهناوریش به بام آفریقا معروف است.